# Adonisea bieneri
Adonisea bieneri là một loài bướm đêm trong họ Noctuidae.